# Jonai Bazar
Jonai Bazar è una suddivisione dell'India, classificata come census town, di 5.172 abitanti, situata nel distretto di Dhemaji, nello stato federato dell'Assam. In base al numero di abitanti la città rientra nella classe V (da 5.000 a 9.999 persone).

## Geografia fisica
La città è situata a 27° 49' 59 N e 95° 13' 17 E.

## Società

### Evoluzione demografica
Al censimento del 2001 la popolazione di Jonai Bazar assommava a 5.172 persone, delle quali 2.741 maschi e 2.431 femmine. I bambini di età inferiore o uguale ai sei anni assommavano a 852, dei quali 443 maschi e 409 femmine. Infine, coloro che erano in grado di saper almeno leggere e scrivere erano 3.386, dei quali 2.015 maschi e 1.371 femmine.